# Kongelig Dansk Aeroklub
Kongelig Dansk Aeroklub (KDA) er Danmarks luftsportsforbund, grundlagt 1909.
De sportslige udøvere består af ballonflyvere, drageflyvere, faldskærmsspringere, kunstflyvere, motorflyvere, svæveflyvere samt modelflyvere – herunder fritflyvning, liniestyring og radiostyring.
KDA repræsenterer Fédération Aéronautique Internationale (FAI, The World Airsport Federation), som er den internationale organisation for luftsport.